# Ichnotropis
Genre
Ichnotropis est un genre de sauriens de la famille des Lacertidae.

## Répartition
Les espèces de ce genre se rencontrent en Afrique australe, en Afrique de l'Est et en Afrique centrale.

## Liste des espèces
Selon The Reptile Database (9 août 2013) :
- Ichnotropis bivittata Bocage, 1866
- Ichnotropis capensis (Smith, 1838)
- Ichnotropis chapini Schmidt, 1919
- Ichnotropis grandiceps Broadley, 1967
- Ichnotropis microlepidota Marx, 1956
- Ichnotropis tanganicana Boulenger, 1917

## Publication originale
- Peters, 1854 : Diagnosen neuer Batrachier, welche zusammen mit der früher (24. Juli und 17. August) gegebenen Übersicht der Schlangen und Eidechsen mitgetheilt werden. Bericht über die zur Bekanntmachung geeigneten Verhandlungen der Königlich preussischen Akademie der Wissenschaften zu Berlin, vol. 1854, p. 614-628 (texte intégral).